# Марянка (гміна Жихлін)
Марянка (пол. Marianka) — село в Польщі, у гміні Жихлін Кутновського повіту Лодзинського воєводства.
У 1975-1998 роках село належало до Плоцького воєводства.